# Pterartoria fissivittata
Pterartoria fissivittata là một loài nhện trong họ Lycosidae.
Loài này thuộc chi Pterartoria. Pterartoria fissivittata được William Frederick Purcell miêu tả năm 1903.